# Cornelis Kruisweg
Cornelis Jacobus Kruisweg (4 januari 1868- Harlingen , 2 oktober 1952- Bussum) was een Nederlands architect , politicus en bestuurder.
Hij werkte sinds 1894 samen met de Hengelose architect J. van der Goot. Ze waren de vaste architecten van de Koninklijke Weefgoederenfabriek Stork en de Nederlandse Katoenspinnerij, beide gevestigd in Hengelo. Naast zijn werk als architect had Kruisweg enkele bestuurlijke functies in de bouwkunde en schreef een aantal bouwkunde-gerelateerde essays.
Tevens was hij wethouder en locoburgemeester in Bussum en een van de oprichters van de Gooische Hoogere Burgerschool aldaar. Hij woonde in Het Spiegel in Bussum, eerst op Eikenlaan 3 en verhuisde in 1908 naar Villa Amstelwijck aan de Nieuwe Hilversumseweg 
10 in dezelfde plaats. Hij had deze laatste villa zelf ontworpen. Cornelis Kruisweg ligt begraven op de Algemene begraafplaats van Bussum.

## Ontwerpen
Een selectie van panden die Cornelis Kruisweg heeft ontworpen:
- Voormalige bibliotheek, Bussum
- Paardenstallen Cruysbergen, Bussum
- Oude gebouw van Gooische HBS, Bussum
- Evenementengebouw Concordia, Bussum
- Villa Oud Holland, Bussum
- Landhuis Berghuis, Naarden
- Landhuis Hof Espelo, Enschede
- Oude Gemeentehuis, Hengelo
- Station Gooische Tram, Hilversum
- Villa Kruisvoorde, Hilversum
- Schoolgebouw en woonhuis Minkema, Woerden

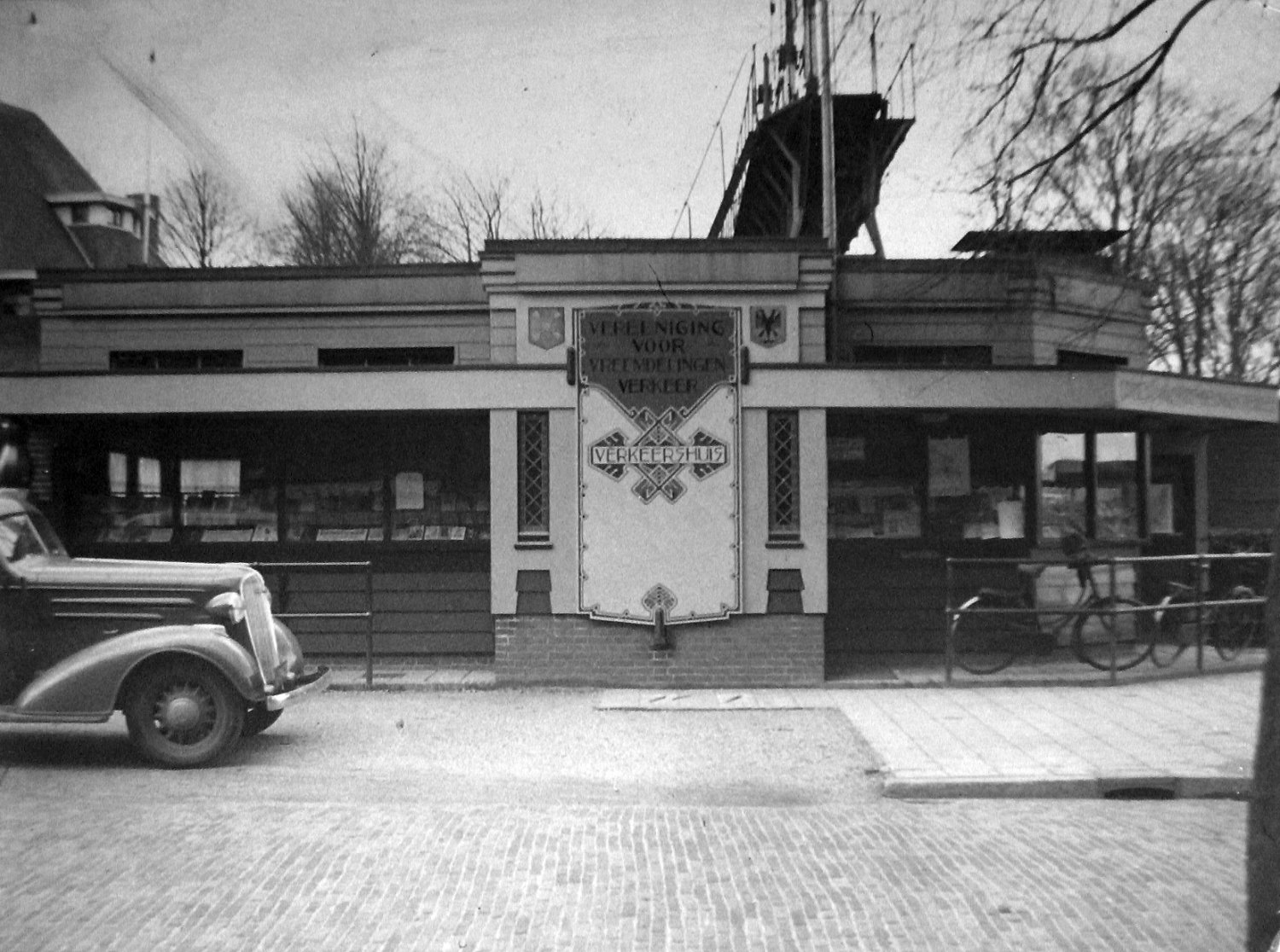
VVV Naarden-Bussum, Vlietlaan 5 in Bussum
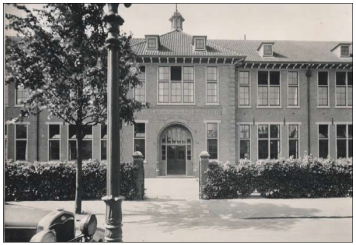
Het oude Goois Lyceum gebouw, Bussum
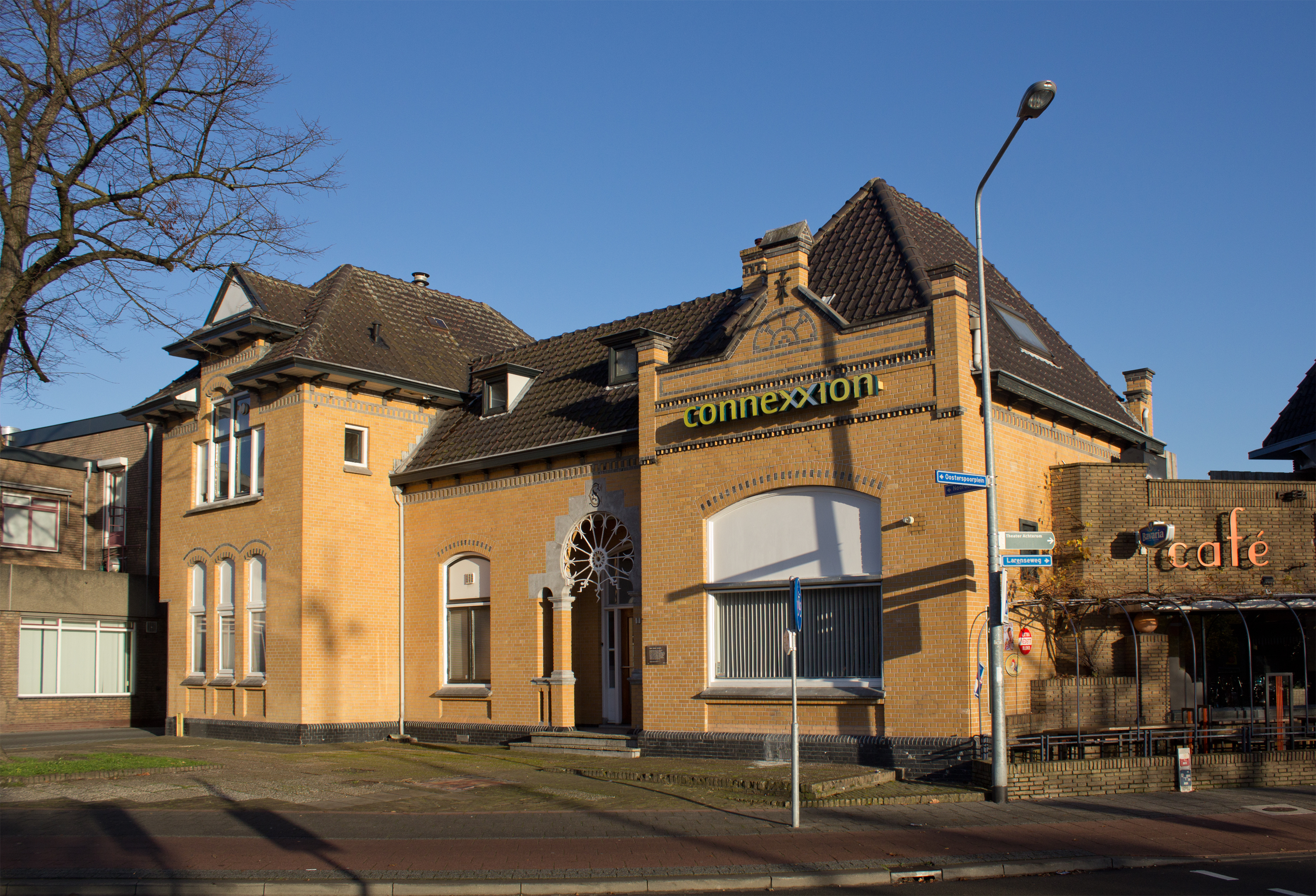
Voormalig Stationsgebouw stoomtram, Hilversum
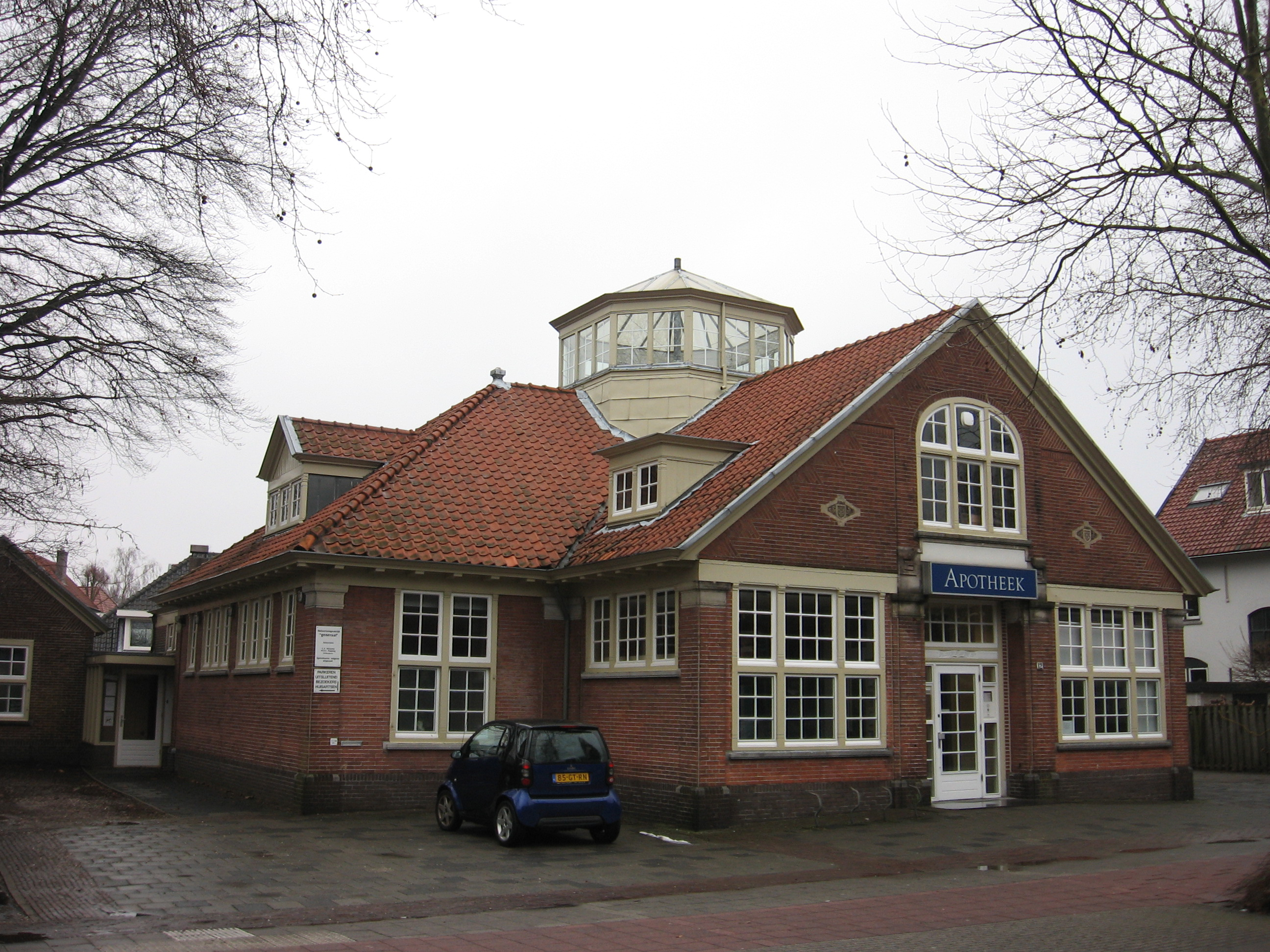
Voormalige Algemene Bibliotheek Bussum
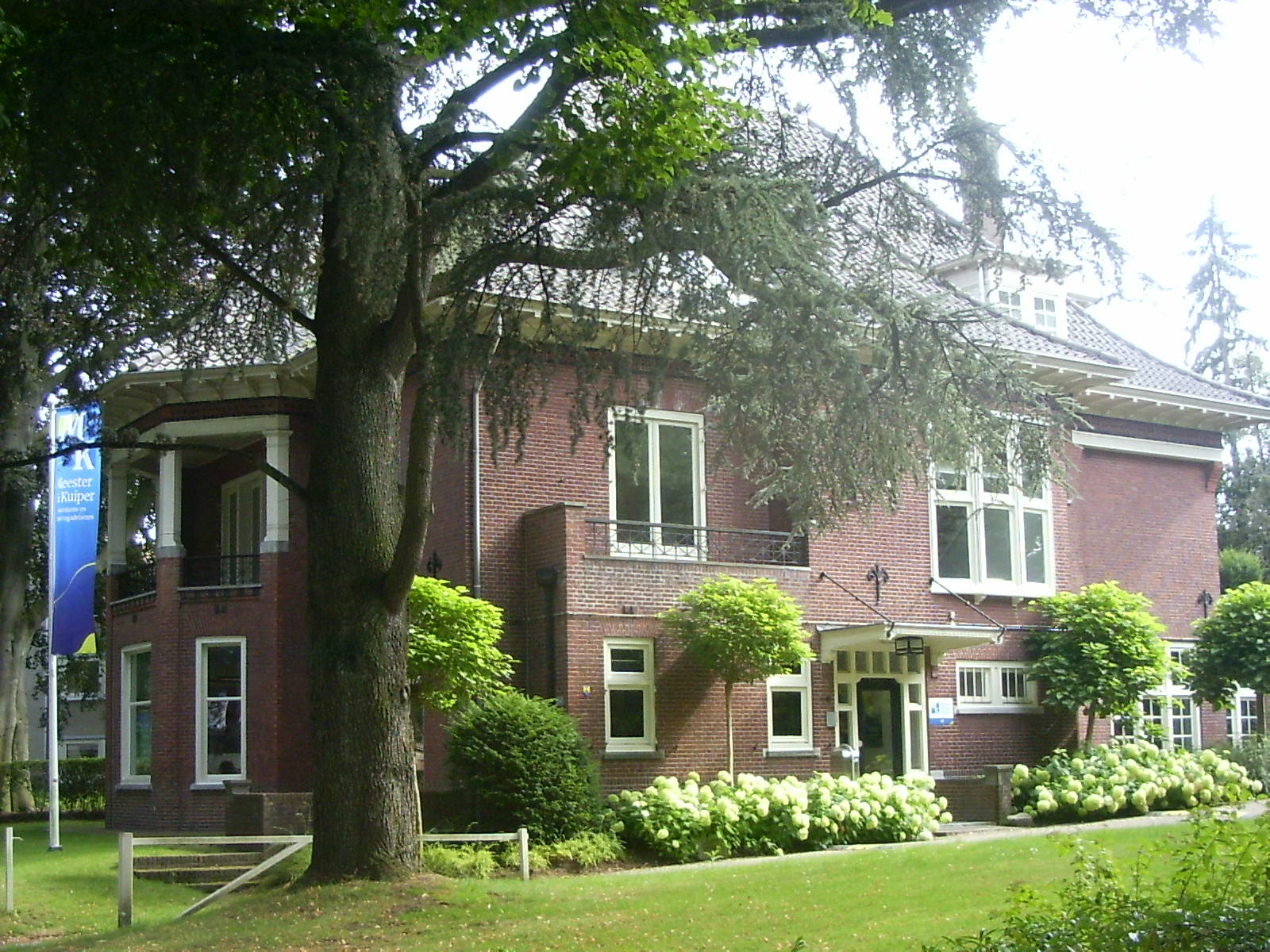
Villa Kruisvoorde, 's-Gravelandseweg 45 in Hilversum
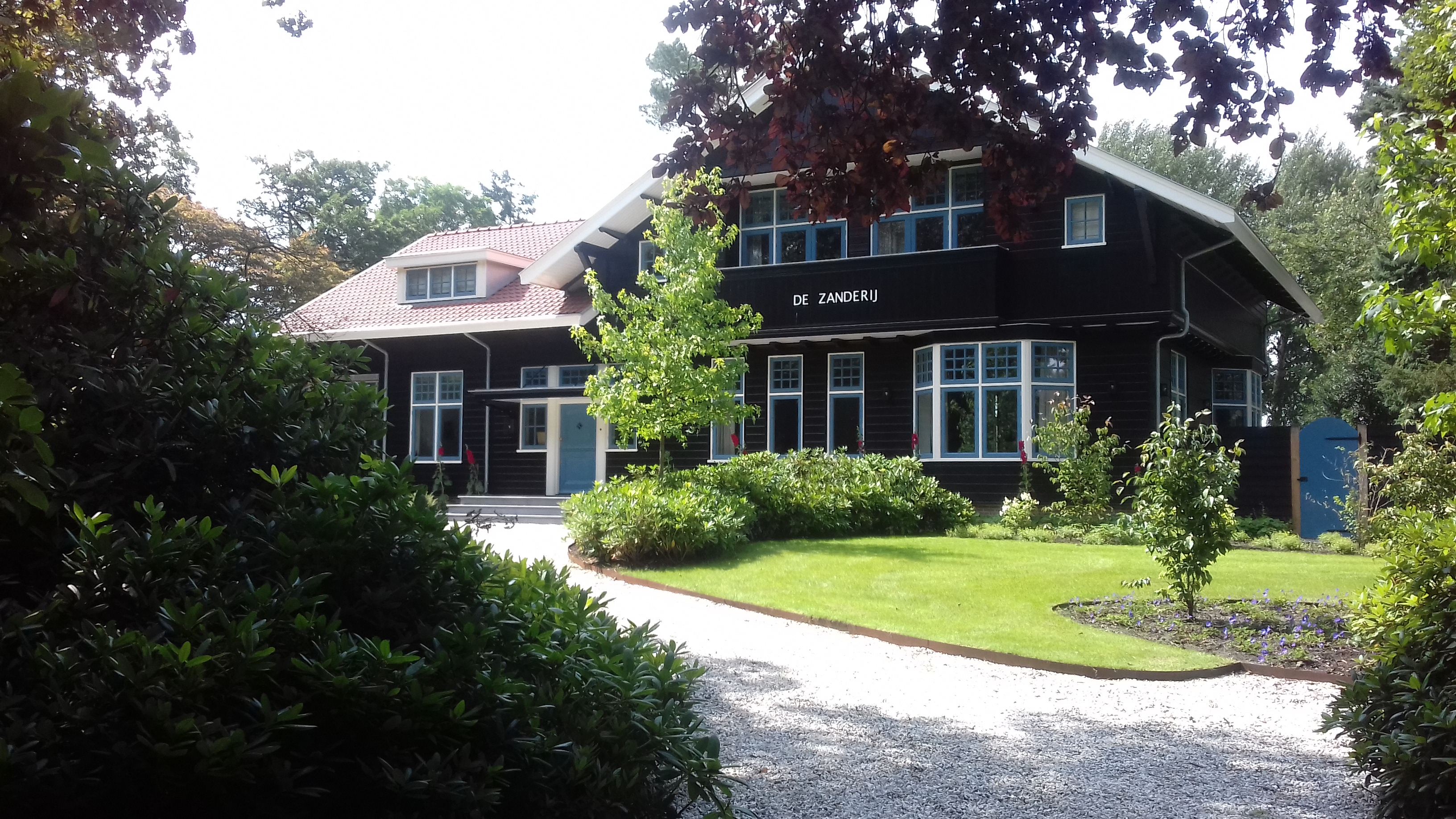
Villa De Zanderij, Nieuwe 's-Gravelandseweg 78 in Bussum
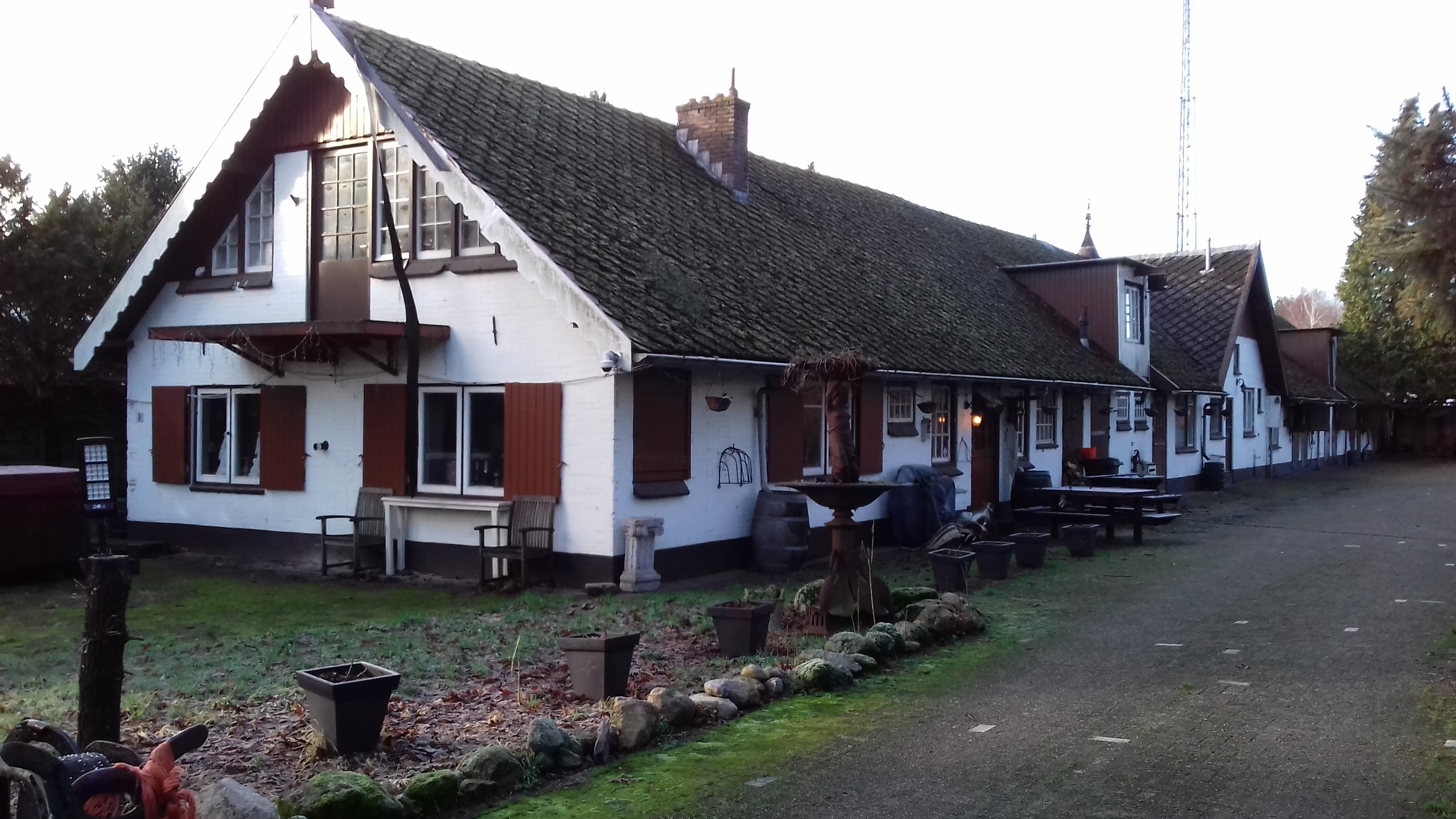
Paardenstallen Cruysbergen, Bussum